# Cruzada prusiana
La Cruzada prusiana es una designación historiográfica con la que se conocen conjuntamente una serie de campañas del siglo XIII de las cruzadas católicas —parte de las cruzadas bálticas—, dirigidas principalmente por los caballeros teutónicos, para cristianizar bajo coacción a los paganos prusios. Invitados tras anteriores expediciones infructuosas contra los prusios por los reyes cristianos de Polonia, los caballeros teutónicos comenzaron a hacer campaña contra los prusios, lituanos y samogitios en 1230. A finales de siglo, tras haber sofocado varios levantamientos prusianos, los caballeros habían establecido el control sobre Prusia y administraban a los prusianos conquistados a través de su Estado monástico, acabando por borrar la lengua prusiana antigua, la cultura y la religión precristiana mediante una combinación de fuerza física e ideológica. Algunos prusianos se refugiaron en la vecina Lituania.

## Misiones y conflictos iniciales
Wulfstan de Hedeby, un agente de Alfredo el Grande, registró a los prusianos marineros y ganaderos como una nación fuerte e independiente. Miecislao I de los polanos occidentales  intentó extender su reino desde las tierras que acababa de conquistar alrededor de la desembocadura del Óder hasta Prusia. Boleslao I de Polonia, hijo de Mieszko I, amplió enormemente sus conquistas de tierras y utilizó a Adalberto de Praga para su objetivo de conquistar los prusianos en 997, pero el misionero fue asesinado por los nativos. Tras un cierto éxito inicial entre los prusianos, el sucesor de Adalberto, Bruno de Querfurt, también fue asesinado en 1009. Boleslaw I continuó sus conquistas de las tierras circundantes y en 1015 devastó las poblaciones nativas de grandes partes de Prusia.

Tribus bálticas y clanes prusianos c. 1200.

Los polacos hicieron la guerra a los vecinos prusianos, sudovios y wendos durante los dos siglos siguientes. Mientras que los polacos buscaban el control sobre los prusianos bajo la égida de facilitar la conversión de los prusianos al cristianismo, los prusianos se dedicaban a realizar incursiones recíprocas, capturando esclavos en los territorios fronterizos de Tierra de Chełmno y Mazovia. Muchos prusianos aceptaron nominalmente el bautismo bajo coacción para volver a las creencias religiosas nativas una vez finalizadas las hostilidades. Enrique de Sandomierz fue asesinado luchando contra los prusianos en 1166. Boleslawo IV y Casimiro II dirigieron cada uno grandes ejércitos en Prusia; mientras que las fuerzas de Boleslao fueron derrotadas en guerra de guerrillas, Casimiro impuso la paz hasta su muerte en 1194. El rey Valdemar II de Dinamarca apoyó las expediciones danesas contra Sambia hasta su captura por Enrique I de Schwerin, en 1223.
En 1206, el obispo cisterciense, con el apoyo del rey de Dinamarca y de los duques polacos, encontró la colonización de los nativos en mejor estado de lo esperado a su llegada a la Tierra de Chełmno, devastada por la guerra. Inspirado, viajó a Roma para preparar una misión más amplia. Sin embargo, cuando regresó a Chełmno en 1215, Christian se encontró con la hostilidad de los prusianos por indignación ante las acciones genocidas de los Hermanos de la Espada en Livonia o por miedo a la expansión polaca cristiana. Los prusianos invadieron la Tierra de Chełmno, y Pomerelia, sitiaron Chełmno y Lubawa, y permitieron a los conversos cristianos volver a sus creencias nativas, precristianas.
Debido a la creciente intensidad de los ataques recíprocos, el papa Honorio III envió una bula papal a Christian en marzo de 1217 permitiéndole comenzar a predicar una cruzada contra los prusianos que resistían. Al año siguiente los prusianos contraatacaron de nuevo en Tierra de Chełmno y Mazovia, saqueando 300 catedrales e iglesias en venganza. El duque Conrado I de Mazovia consiguió que los prusianos se marcharan pagando un enorme tributo, que sin embargo no hizo sino animar a los prusianos.

## Cruzada de 1222/1223
Honorio III convocó una cruzada bajo el liderazgo de Cristiano de Oliva y eligió como legado papal al arzobispo de Gniezno, Wincenty I Niałek. Los cruzados alemanes y polacos comenzaron a reunirse en Mazovia en 1219, pero la planificación seria no comenzó hasta 1222 con la llegada de nobles como el duque Enrique II de Silesia, el arzobispo Laurentius de Breslavia y Laurentius de Lebus. Numerosos nobles polacos comenzaron a dotar al Obispado de Prusia de Christian de fincas y castillos en la Tierra de Chełmno durante ese tiempo. Los señores acordaron que el objetivo principal era reconstruir las fortalezas colonizadoras de la Tierra de Chełmno, especialmente la propia Chełmno, cuya fortaleza fue reconstruida casi por completo. Para 1223, sin embargo, la mayoría de los cruzados habían abandonado la región, y los prusianos devastaron de nuevo la Tierra de Chełmno y Mazovia, obligando al duque Conrado a buscar refugio en el castillo de Płock. Los sármatas (como se les conocía entonces) llegaron incluso a Gdansk (Danzig) en Pomerelia.
En 1225  o 1228, catorce caballeros de Alemania Septentrional fueron reclutados por Conrado y Christian para formar una orden militar. Primero se les concedió la finca de Cedlitz en Cuyavia hasta la realización de un castillo en Dobrzyń, el grupo pasó a ser conocido como la Orden de Dobrzyń (o Dobrin). Los Caballeros de Dobrzyń tuvieron inicialmente éxito al expulsar a los prusianos de la Tierra de Chełmno, pero un contraataque prusiano contra ellos y Conrad mató a la mayor parte de la Orden. Los supervivientes recibieron asilo en Pomerania por parte del duque Swantopelk II de Pomerania. La Orden de Calatrava, a la que se le concedió una base cerca de Gdansk, también fue ineficaz.

## Invitación de la Orden Teutónica

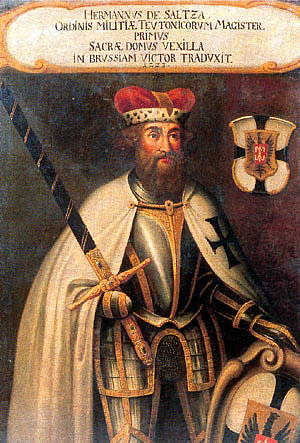
Hermann von Salza, Gran Maestre de la Orden Teutónica.

Durante su estancia en Roma, Christian de Oliva conoció a Hermann von Salza, el gran maestre de la Orden Teutónica de 1209 a 1239. Con el permiso del duque Conrado de Mazovia y de la nobleza mazoviana, Christian solicitó la ayuda de la Orden Teutónica contra los prusianos en 1226. La estabilidad con los prusianos permitiría entonces a Conrado perseguir convertirse en Alto Duque de Polonia. Aunque Hermann estaba interesado en la oferta polaca, su atención se centraba en ayudar al emperador Federico II Hohenstaufen con la Quinta Cruzada. Debido a que la Orden Teutónica había sido recientemente expulsada del Tierra de la Barsa en el Reino de Hungría, Hermann también deseaba una mayor autonomía para sus fuerzas en futuros esfuerzos.
Hermann se reunió con Federico II en Rímini y sugirió que el sometimiento de los prusianos haría que las fronteras del Sacro Imperio Romano Germánico fueran más fáciles de defender contra los invasores, presumiblemente refiriéndose a los contraataques lituanos contra las cruzadas cristianas. El Emperador del Sacro Imperio Romano Germánico dio su aprobación a la empresa en la Bula de Oro de Rímini de 1226, concediéndoles la Tierra de Chełmno, o Culmerland, y cualquier conquista futura. La misión de convertir a los prusianos quedó bajo el mando del obispo Christian de Oliva.
Antes de comenzar la campaña contra los prusianos, la Orden Teutónica supuestamente firmó el Tratado de Kruszwica con los polacos el 16 de junio de 1230, por el que la Orden debía recibir Culmerland y cualquier conquista futura, de forma similar a los términos de la Bula de Oro de Rímini. El acuerdo ha sido discutido por los historiadores; el documento se ha perdido y muchos historiadores polacos han dudado de su autenticidad y de las pretensiones territoriales de la Orden Teutónica. Sin embargo, estudios recientes de historiadores polacos han establecido la legitimidad del tratado. Desde el punto de vista del duque Conrado, Chełmno solo debía utilizarse como base temporal contra los prusianos y las futuras conquistas debían estar bajo la autoridad del duque de Mazovia. Sin embargo, Hermann von Salza consideraba que el documento concedía a la Orden autonomía en todas las adquisiciones territoriales, aparte de la lealtad a la Santa Sede y al Emperador del Sacro Imperio Romano Germánico. La bula de Oro de Rieti emitida por el papa Gregorio IX en 1234 reafirmaba el control de la Orden sobre las tierras conquistadas, poniéndolas únicamente bajo la autoridad de la Santa Sede.
El cronista del siglo XIV Peter von Dusburg mencionó once distritos en Prusia: Bartia, Kulmerland (antes bajo control polaco), Galindia, Nadruvia, Natangia, Pogesania, Pomesania, Sambia, Scalovia, Sudovia y Ermland. Peter estimó que, mientras que la mayoría de las tribus podían reunir unos 2000 soldados de caballería, Sambia podía reunir 4000 soldados de caballería y 40 000 de infantería, mientras que Sudovia contaba con 6000 soldados de caballería y «una multitud casi innumerable de otros guerreros». En cambio, los prusianos de la devastada Kulmerland podían reunir menos tropas que las demás tribus. Galindia, un páramo boscoso de lagos y ríos, también tenía una población pequeña para levantar tropas. Las estimaciones modernas indican una población prusiana total de 170 000 personas, menor que la sugerida por Peter von Dusburg.

## Campañas teutónicas iniciales
Después de recibir o forjar la reclamación de Culmerland en 1230, Hermann von Salza envió a Conrad von Landsberg  como su enviado  con una pequeña fuerza de siete caballeros teutónicos y 70-100 escuderos y sargentos  a Mazovia como vanguardia. Tomaron posesión de Vogelsang (en alemán «canto de pájaro»), un castillo que estaba siendo construido por Conrad frente al futuro Toruń. Otras fuentes indican que dos caballeros construyeron Vogelsang en 1229, pero fueron asesinados por los prusianos poco después. Poco después de llegar a Vogelsang, Conrad von Landsberg comenzó a ordenar pequeñas incursiones contra los paganos en el lado sur del Vístula, una región que era relativamente segura con una población mixta cristiana y pagana. Los refuerzos comenzaron a llegar a Vogelsang tras la finalización del castillo. Dirigidos por Hermann Balk, en 1230 llegó una fuerza de veinte caballeros y 200 sargentos.
Mientras que las anteriores expediciones polacas solían marchar hacia el este, hacia las tierras vírgenes de Prusia, la Orden se centró en el oeste para establecer fortalezas a lo largo del río Vístula. Realizaban campañas anuales cada vez que llegaban caballeros cruzados del oeste. Las primeras campañas estaban compuestas principalmente por cruzados polacos, alemanes y pomeranos, así como por algunos milicianos auxiliares prusianos. Los duques polacos y pomeranos demostraron ser esenciales al proporcionar tropas y bases. La mayoría de los cruzados seculares regresaban a sus hogares al finalizar las campañas, dejando a los caballeros teutónicos monásticos la tarea de consolidar las ganancias y guarnecer las fortalezas recién construidas, la mayoría de las cuales eran pequeñas y de madera. A algunos caballeros seculares polacos se les concedieron territorios vacantes, especialmente en Culmerland, aunque la mayor parte del territorio conquistado fue retenido por la Orden Teutónica. Los colonos del Sacro Imperio Romano Germánico comenzaron a emigrar hacia el este, lo que permitió la fundación de una nueva ciudad cada año, a muchas de las cuales se les concedió el derecho de Kulm.
Los cruzados comenzaron a hacer campaña contra los vecinos pomesanios y su líder Pepino. Avanzando desde Nieszawa con la ayuda de Conrado de Mazovia, Balk se hizo con el control de las ruinas de la actual Toruń y avanzó hacia la ciudad ocupada por los paganos Rogów. Un capitán prusiano local desertó y entregó ese castillo a los cruzados, que luego destruyeron el fuerte prusiano de Quercz o Gurske. El capitán desertor engañó entonces a Pipin para que fuera capturado por los Caballeros, poniendo fin a la resistencia prusiana en Culmerland. En 1232, los Caballeros habían establecido o reconstruido fortalezas en Chełmno y Thorn. El papa Gregorio IX pidió refuerzos, que incluían 5000 veteranos bajo el liderazgo del burgrave de Magdeburgo.
En el verano de 1233, los Caballeros dirigieron un ejército cruzado de 10 000 personas y establecieron una fortaleza en Marienwerder (Kwidzyn) en Pomesania. Los duques pomeranos Swantopelk y Sambor apoyaron un ejército más pequeño para una invasión de Pogesania durante el invierno de 1233-34. Tras una reñida batalla, los paganos pogesanios fueron derrotados en el helado río Dzierzgoń por la llegada de la caballería ducal, y el campo de batalla fue conocido posteriormente como el «Campo de los Muertos». La construcción de una fortaleza en Rehden (Radzyń Chełmiński) estabilizó el Culmerland oriental en 1234.

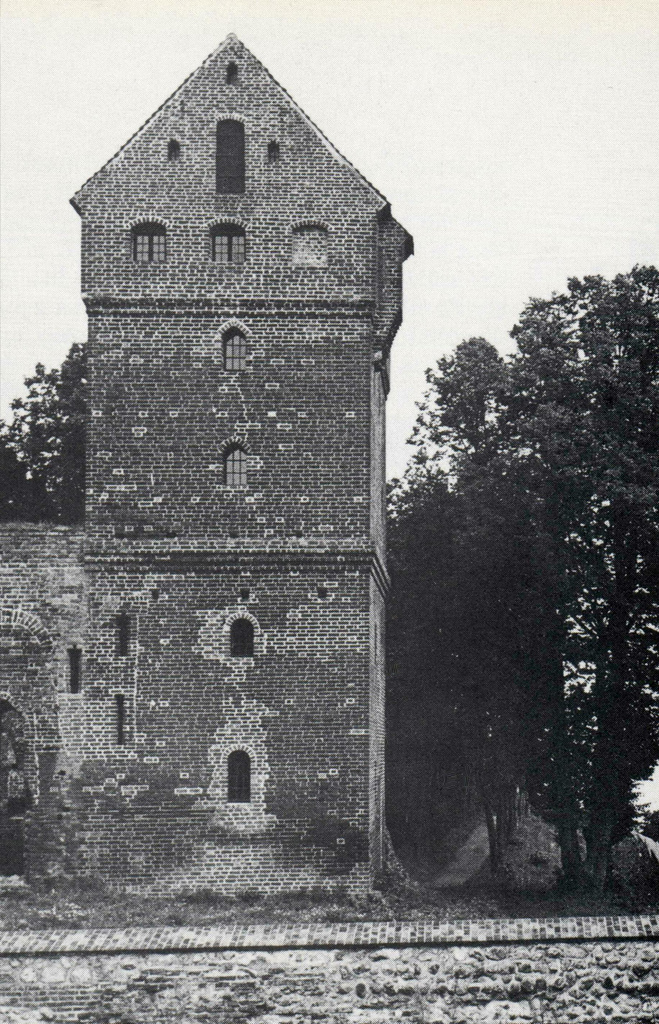
Ruinas del castillo de Balga, en Varmia

El obispo de Prusia, Christian de Oliva, reclamó dos tercios del territorio conquistado, concediendo un tercio a la Orden Teutónica. El legado papal Guillermo de Módena medió entre las dos partes, concediendo a los Caballeros dos tercios pero reservando derechos adicionales para el obispo. Los caballeros teutónicos también buscaron la incorporación de la pequeña Orden de Dobrin a la Orden Teutónica mayor. Conrado de Mazovia se enfureció con esta propuesta y exigió la devolución de la Tierra de Dobrzyń, a lo que los Caballeros se mostraron reacios; el duque Conrado se negó posteriormente a seguir ayudando a los cruzados. Con la aprobación del papa y del obispo de Płock, los caballeros teutónicos asimilaron la Orden de Dobrin en una bula del 19 de abril de 1235; al disgustado Conrado de Mazovia se le devolvió el castillo de Dobrzyń. En 1237 los caballeros teutónicos asimilaron a los Hermanos Livonios de la Espada u Orden de Livonia, una orden militar activa en Livonia, después de que fueran casi aniquilados por los lituanos en la batalla de Saule.
Con el apoyo de Enrique III de Meissen, en 1236, los cruzados avanzaron hacia el norte a lo largo de ambas orillas del Vístula y forzaron la sumisión de la mayoría de los pomesanios. Aunque Enrique no participó en la campaña de 1237 contra los pogesanios, el margrave suministró a la Orden dos grandes barcos fluviales que derrotaron a las embarcaciones más pequeñas utilizadas por las tribus prusianas. Cerca del asentamiento prusiano de Truso, se fundó Elbing (Elbląg) con colonos de Lübeck, mientras que Christburg (Dzierzgoń) protegía las tierras al este de Marienwerder.
De 1238 a 1240, los caballeros teutónicos hicieron campaña contra los bartianos, natangianos y warmianos. Una pequeña fuerza de caballeros cruzados fue masacrada al asediar el fuerte Warmiano de Honeida, lo que llevó al mariscal Dietrich von Berheim a regresar con un ejército más grande. Cuando el comandante de Warmia, Kodrune, aconsejó que los paganos se rindieran y se convirtieran, la propia guarnición de Honeida lo mató, lo que llevó a Dietrich a ordenar una exitosa captura del fuerte. El fuerte en la laguna del Vístula fue rebautizado como Balga y reconstruido en 1239 para proteger el territorio de la Orden en Ermelandia. Un contraataque prusiano para recuperar el fuerte fracasó, y el líder prusiano local Piopso fue asesinado. Los refuerzos estacionales dirigidos por Otón I, el niño consolidaron el control teutónico sobre Natangia y Bartia.
En una bula del 1 de octubre de 1243, el papa Inocencio IV y Guillermo de Módena dividieron Prusia en las diócesis de Chełmno, Pomesania, Ermelandia y Sambia, aunque el territorio de esta última aún no había sido conquistado.

## Primer levantamiento prusiano

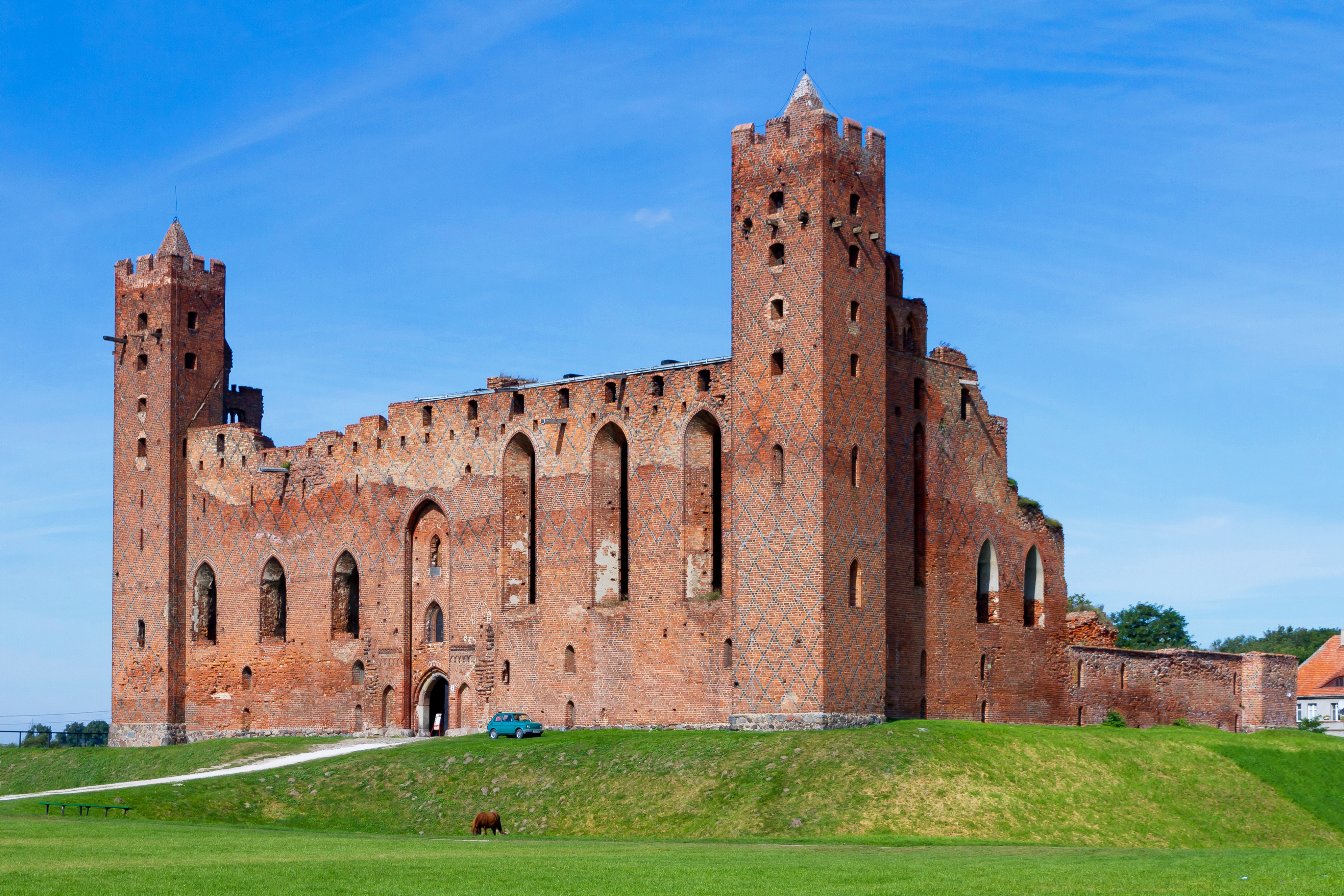
El castillo teutónico de Rehden (actual Radzyń Chełmiński), uno de los cinco castillos no capturados por los prusianos

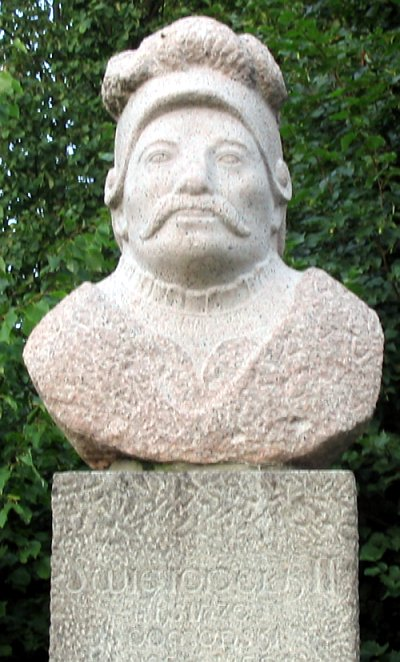
Estatua de Swietopelk II de Pomerania, en un parque del barrio de Oliwa (Gdansk)

El avance de los caballeros teutónicos en Prusia se vio frenado por el estallido del primer levantamiento prusiano en 1242. Alarmado por la rápida expansión de los cruzados en territorio limítrofe con sus tierras, el duque cristiano Swietopelk de Pomerelia se alió con los prusianos conquistados y apoyó una rebelión armada contra los cruzados. La capacidad de resistencia de la Orden Teutónica se debilitó, ya que llegaban menos cruzados alemanes y los príncipes polacos se peleaban entre sí.
La caballería y la artillería de ballesteros de los cruzados resultaron abrumadoras en terreno llano, pero los prusianos tenían más experiencia y capacidad de maniobra en escaramuzas más pequeñas en terreno boscoso. Aunque las tropas prusianas y pomerelanias capturaron la mayoría de los castillos de la Orden y derrotaron a los caballeros en la batalla de Rensen en 1244, carecían de capacidad de asedio para acabar con los caballeros. Los alemanes utilizaron su política y diplomacia para provocar la división entre Swietopelk y los prusianos. Los polacos buscaban el territorio del príncipe pomeranio a lo largo del Vístula, mientras que el legado papal, el futuro papa Urbano IV, quería que los cristianos dirigieran sus energías contra los paganos en lugar de hacerlo entre ellos. Swietopelk dejó de ayudar a los prusianos en 1248, mientras que la mayoría de estos aceptaron la paz en el Tratado de Christburgo en febrero de 1249. El tratado concedía libertades civiles y una considerable autonomía a los nativos convertidos al cristianismo. Aunque la mayoría de las tribus siguieron los términos del tratado, los combates intermitentes continuaron hasta 1253, y los natangianos llegaron a derrotar a la Orden en la batalla de Krücken en noviembre de 1249.

## Campañas contra los sambios
Después de que los prusianos occidentales fueran colonizados por la fuerza a principios de la década de 1250, los Caballeros Teutónicos continuaron su avance hacia el norte y el este, enfrentándose a continuación a los sambianos de la densamente poblada península de Sambia. El komtur (comendador militar) Heinrich Stange de Christburgo dirigió un ejército a través de la laguna del Vístula en 1252, con la intención de atacar Romuva. Sin embargo, los sambianos derrotaron a los cruzados en la batalla, matando a Heinrich Stange en el proceso. Para sustituir a los soldados caídos, el papa y Poppo von Osterna, el nuevo Gran maestre de la Orden Teutónica, comenzaron a predicar una cruzada contra los sambianos. En 1253, Poppo y el maestre provincial, Dietrich von Grüningen, así como el margrave de Meissen, redujeron a los galindios que se resistían, pero ahorraron más violencia; a la Orden le preocupaba que los prusianos buscaran unirse a Polonia si se les presionaba demasiado. Con las tribus resistentes diezmadas, el papa Inocencio IV ordenó a los frailes de la Orden Dominicana que predicaran la cruzada, y la Orden envió embajadas a los reyes de Hungría, Bohemia y a los príncipes del Sacro Imperio Romano Germánico. Mientras la Orden esperaba la llegada de los cruzados a Prusia, los Rama de Livonia «fundaron» Memel (Klaipėda) a lo largo de la laguna de Curlandia para evitar que los samogitios ayudaran a los sambianos. Como atestiguan las crónicas, la «fundación» se llevó a cabo quemando una ciudad nativa existente hasta los cimientos y exterminando a toda la población que entonces vivía allí, que, según los hallazgos arqueológicos contiguos, lo llevaba haciendo durante varios milenios.
El ejército cruzado de 60 000 hombres que se reunió para la campaña incluía a bohemios y austriacos bajo el mando del rey Otakar II de Bohemia, moravos bajo el obispo Bruno de Olmütz, sajones bajo el margrave Otón III de Brandeburgo, y un contingente traído por Rodolfo I de Habsburgo. Los sambianos fueron aplastados en la batalla de Rudau, y la guarnición del fuerte se rindió rápidamente y fue bautizada. A continuación, los cruzados avanzaron contra Quedenau, Waldau, Caimen y Tapiau (Gvardeysk); a los sambianos que aceptaron el bautismo se les respetó la vida, pero los que se resistieron fueron exterminados en masa. Sambia fue conquistada en enero de 1255 en una campaña que duró menos de un mes. Cerca del asentamiento nativo de Tvangste, los caballeros teutónicos fundaron Königsberg («montaña del rey»), llamada así en honor al rey de Bohemia. En las cercanías también se fundó Braunsberg (Braniewo), posiblemente en honor a Bruno de Olmütz o Bruno de Querfurt, probablemente en lugar de una ciudad nativa ya existente. Los caballeros construyeron el castillo Wehlau (Znamensk) en la confluencia de los ríos Alle y Pregolia para protegerse y poder continuar la colonización de los nativos sudovios, nadruvianos y escalovianos. A Thirsko, un jefe cristiano sambiano, y a su hijo Maidelo se les confió Wehlau. Con la ayuda de las levas sambianas, la Orden Teutónica avanzó más en Natangia, capturando las fortalezas de Capostete y Ocktolite cerca de Wohnsdorf. El líder de Natangia, Godecko y sus dos hijos fueron asesinados al resistir el avance.

## Gran Levantamiento Prusiano (1260-1274)

Orden teutónica en torno al 1260

La Orden de Livonia había estado invadiendo e intentando colonizar Samogitia, que estaba al noreste de los prusianos. Los nativos de Samogitia pactaron una tregua de dos años con la Orden en 1259. En ese mismo año, los samogitios decidieron conservar la independencia de su religión precristiana. También en el menvionado año, derrotaron a la Orden de Livonia en la batalla de Skuodas, y después infligieron una aplastante derrota a los cruzados en la batalla de Durbe en 1260. La victoria nativa inspiró a los prusianos a rebelarse de nuevo, iniciando el Gran Levantamiento Prusiano ese mismo año. En la mente de los nativos, sus victorias reforzaron la validez de sus creencias precristianas.
A pesar de sus anexiones territoriales en Prusia, el principal objetivo de los caballeros teutónicos seguía siendo Tierra Santa, y pocos refuerzos pudieron ser asignados para completar la cristianización de lo que entonces se conocía como Sarmatia Europea. Los príncipes alemanes del Sacro Imperio Romano Germánico estaban distraídos por la sucesión imperial, y pocos cruzados estacionales (de verano) acudieron en ayuda de los Hermanos Prusianos; los primeros refuerzos fueron derrotados en la batalla de Pokarwis en 1261. La Orden vio destruidos la mayoría de sus castillos prusianos a principios de la década de 1260. Además de Prusia, los nativos también asaltaron Livonia, Polonia y Volinia.
Los cruzados comenzaron a frenar la resistencia con la ayuda de Alberto I de Brunswick-Luneburgo y de Enrique III, landgrave de Turingia, en 1265. Al año siguiente, los margraves Otón III y Juan I de Brandeburgoproporcionaron refuerzos cruzados alemanes, y en su honor se fundó el castillo de Brandeburgo (Ushakovo). El rey Otakar II de Bohemia volvió brevemente a Prusia en 1267-1268, pero fue disuadido por el mal tiempo, mientras que el margrave Dietrich II de Meissen también hizo campaña con la Orden en 1272. Los cruzados fueron matando o forzando la rendición de cada uno de los jefes militares de las tribus prusianas, al tiempo que exterminaban a la población nativa en masa si se negaba a convertirse al cristianismo.
Como resultado del levantamiento, muchos prusianos nativos perdieron algunos de los derechos que habían recibido en el Tratado de Christburgo y posteriormente fueron reducidos a la esclavitud. Numerosos prusianos huyeron al Gran Ducado de Lituania o a Sudovia, mientras que otros fueron reasentados a la fuerza por los cruzados. Los jefes tribales que permanecieron en Prusia se convirtieron en vasallos de los caballeros teutónicos, que empezaron a reconstruir sus castillos en piedra o ladrillo para ofrecer una mayor protección contra la inquieta población colonizada.

## Campañas posteriores
Aunque la capacidad ofensiva de los caballeros teutónicos se vio muy debilitada durante el Gran Levantamiento Prusiano, realizaron algunas campañas contra los paganos de su flanco oriental. Los bartianos, los natangianos y los warmianos se habían convertido al cristianismo, pero los sudovios y los lituanos al este seguían siendo paganos y continuaban su guerra fronteriza con los caballeros teutónicos. Liderados por Skalmantas durante el Gran Levantamiento, los sudovios saquearon Bartenstein (Bartoszyce) en Bartia, que iba a ser el punto central de sus fronteras. Indefensos frente a los sudovios, los natangianos y bartianos se aliaron con los caballeros teutónicos en busca de protección, aunque al principio no pudieron prestarles mucha ayuda. Los clanes cristianos natangianos se reunieron en 1274 y mataron a 2000 de los asaltantes sudovios; el Gran Maestre Anno von Sangershausen reclutó a los turingios y a los meisseneros para completar la recuperación teutónica de Natangia.
Los caballeros teutónicos utilizaron entonces Nadruvia y Memel como bases contra Escalvia en el bajo río Niemen. Scalovia serviría entonces como base contra la pagana Samogitia, que separaba la Prusia teutónica de la Livonia teutónica. Debido a esta amenaza, los lituanos proporcionaron ayuda a los paganos escalvianos, y los cruzados y los paganos se dedicaron a realizar incursiones fronterizas para distraer a las fuerzas enemigas. Debido a que los paganos estaban fuertemente defendidos en el desierto, los caballeros teutónicos se centraron en viajar por el río Niemen hacia el fuerte pagano Ragnit. Teodorico de Sambia dirigió a 1000 hombres en el asalto. El fuego de artillería obligó a los defensores a abandonar las murallas, lo que permitió a los cruzados asaltar los muros con escaleras y masacrar a la mayoría de los paganos. Teodorico también capturó Romige en la otra orilla del Niemen. Los escalvianos tomaron represalias saqueando Labiau cerca de Königsberg. Conrado de Thierberg intensificó el conflicto enviando una gran incursión contra Escalvia. Nikolaus von Jeroschin documentó que los cruzados mataron y capturaron a numerosos paganos. Cuando los guerreros de Escalvia fueron en busca de los paganos capturados, Conrado destrozó a los posibles salvadores en una emboscada que mató al líder pagano, Steinegele. La mayoría de los nobles de Escalvia se rindieron rápidamente a los Caballeros tras la batalla.
Los caballeros teutónicos planearon avanzar contra Samogitia después de conquistar Escalvia, pero el estallido de una nueva rebelión emprendida por Skomantas de Sudovia retrasó la campaña. En 1276-1277 los sudovios y lituanos asaltaron Culmerland y quemaron asentamientos cerca de los castillos de Rehden, Marienwerder, Zantir y Christburgo. Teodorico de Sambia logró convencer a los sambianos de que no se rebelaran, y los natangianos y los warmianos siguieron su ejemplo. Conrado de Thierberg el Viejo dirigió a 1500 hombres en Kimenau en el verano de 1277, y aplastó a un ejército sudovio de 3000 hombres cerca del bosque de Winse. Muchos pogesianos huyeron al territorio de los lituanos y fueron reasentados en Grodno, mientras que los que permanecieron en Prusia fueron reasentados por los cruzados, probablemente cerca del castillo de Malbork. Este nuevo castillo de ladrillo, construido para reemplazar a Zantir, protegió de nuevas rebeliones a Elbing y Christburgo. Las tribus de Prusia central se rindieron a los cruzados en 1277.
Los cruzados y los sudovios entablaron una guerra de guerrillas, en la que los sudovios eran especialmente hábiles. Sin embargo, no contaban con el número suficiente para enfrentarse a sus adversarios alemanes, polacos y volinianos, y la nobleza sudovia empezó a rendirse poco a poco. El mariscal Conrado de Thierberg el Joven asaltó Pokima, capturando grandes cantidades de ganado, caballos y prisioneros. A continuación, tendieron una emboscada con éxito a la fuerza de 3000 perseguidores sudovios, pereciendo solo seis cristianos en el proceso. En 1280, los sudovios y los lituanos invadieron Sambia, pero la Orden, alertada, había fortificado sus castillos y privado a los asaltantes de provisiones. Mientras los paganos se encontraban en Sambia, Komtur Ulrich Bayer de Tapiau dirigió una devastadora contraofensiva en Sudovia. El príncipe polaco Leszek II el Negro logró dos importantes victorias sobre los paganos, asegurando la frontera polaca, y Skomantas huyó de Sudovia a Lituania.
En el verano de 1283, Conrado de Thierberg el Joven fue nombrado maestro provincial de Prusia y dirigió un gran ejército hacia Sudovia, encontrando poca resistencia. El caballero Ludwig von Liebenzell, que había sido cautivo de los sudovios, negoció la rendición de 1600 sudovios y de su líder Katingerde, que fueron reubicados posteriormente en Sambia La mayoría de los sudovios restantes fueron redistribuidos en Pogesania y Sambia. Skomantas fue indultado y se le permitió establecerse en Balga. Sudovia quedó despoblada, convirtiéndose en un desierto fronterizo que protegía a Prusia, Mazovia y Volinia de los lituanos. Los prusianos se rebelaron en levantamientos de corta duración en 1286 y 1295, pero los cruzados controlaron firmemente a las tribus prusianas a finales del siglo XIII.
La población prusiana conservó muchas de sus tradiciones y modo de vida, especialmente después de que el Tratado de Christburgo protegiera los derechos de los conversos. Sin embargo, las revueltas prusianas hicieron que los cruzados solo aplicaran estos derechos a los conversos más poderosos, y el ritmo de conversión disminuyó. Después de que los prusianos fueran derrotados militarmente en la segunda mitad del siglo XIII, fueron sometidos gradualmente a la cristianización y la asimilación cultural durante los siglos siguientes como parte del Estado monástico de los Caballeros Teutónicos. Con la caída de Acre y Outremer y la obtención de Prusia, la Orden se centró entonces en la Pomerelia cristiana, que separaba a Prusia del imperial ducado de Pomerania, y contra la Lituania pagana.